# Moviment Democràtic del Poble Valencià
El Moviment Democràtic del Poble Valencià «Movimiento Democrático del Pueblo Valenciano» (MDPV), fue un partido político fundado en 1970 que al año siguiente se integró en el comité en favor del Frente Revolucionario Antifascista y Patriota (FRAP) y poco después cambió su nombre por el de Nova Germania («Nueva Hermandad)».
Nova Germania se autodefinia como «un frente democrático valenciano» y a la vez como «una organización revolucionaria» que era catalogada como de separatista por la prensa de la época.
El 1973 se produjo la gran caída del PCE(m-l) y del FRAP entonces algunos militantes de la organización entran en contacto en la UCE con miembros del PSAN y meses después formaron la primera célula del partido en la Comunidad Valenciana y el resto de la organización desaparecería posteriormente.